# Forcipomyia grata
Forcipomyia grata är en tvåvingeart som beskrevs av John William Scott Macfie 1934. Forcipomyia grata ingår i släktet Forcipomyia och familjen svidknott. Inga underarter finns listade i Catalogue of Life.